# Joel Walker
Joel Walker (* 16. března 1994, Sheffield, Anglie) je profesionální hráč snookeru.

## Kariéra

### Amatér
Walker byl vítězem na English Under-14, 16 a 21 Championship a získal prestižní cenu Ronnieho O’Sullivana "Star of the Future" v roce 2010.

### Profesionál
Sezóna 2012/2013
Joel vstoupil na profesionální dráhu v roce 2012. Jeho první bodovaný turnaj byl Wuxi Classic v Číně, kde v last 96 vyhrál 5-4 nad Cao Yupengem, ale v další kole prohrál s Peterem Linesem těsně 4-5. Na PTC 1 v Gloucesteru skončil mezi last 64 po prohře s Andrewem Higginsonem 0-4. Na European Tour 1 Paul Hunter Classic taky skončil mezi last 64 po prohře s Markem Allenem 2-4. PTC v Belgii Antwerp Open to bylo opět v last 64, když prohrál s Paulem Davisonem 3-4. Jeho nejlepším výsledkem v této úvodní sezóně bylo last 32 na European Tour 5 ve Skotsku. V prvním kole porazil Andrewa Pagetta 4-1, v last 64 Stuarta Binghama 3-4 a v last 32 prohrál s Liangem Wenbem 2-4. V last 64 byl ještě na dalším European Tour v Německu, kde prohrál s Thanawatem Thirapongpaiboonem 2-4. Sezónu ukončil na 90. místě světového žebříčku.

#### Sezóna 2013/2014
Nejlepší výsledky měl Joel na European Tour 6 v Gloucesteru, kde skončil v last 16 po prohře s Markem Allenem 1-4. V Belgii na ET 7 Antwerp Open se probojoval do čtvrtfinále, když vyřadil Alexe Daviese, Jamieho Copa, Marka Kinga a Kurta Maflina. Ve čtvrtfinále prohrál s Benem Woollastonem 3-4. Walker vybojoval ještě jedno čtvrtfinále na bodovaném turnaji Welsh Open. Vyřadil Pankaje Advaniho, Marka Davise, Jamese Wattanu a v last 16 Stephena Maguireho 4-3. Ve čtvrtfinále ale prohrál s Dingem Junhuiem 4-5. Sezónu ukončil jako 80. hráč světa.

#### Sezóna 2014/2015

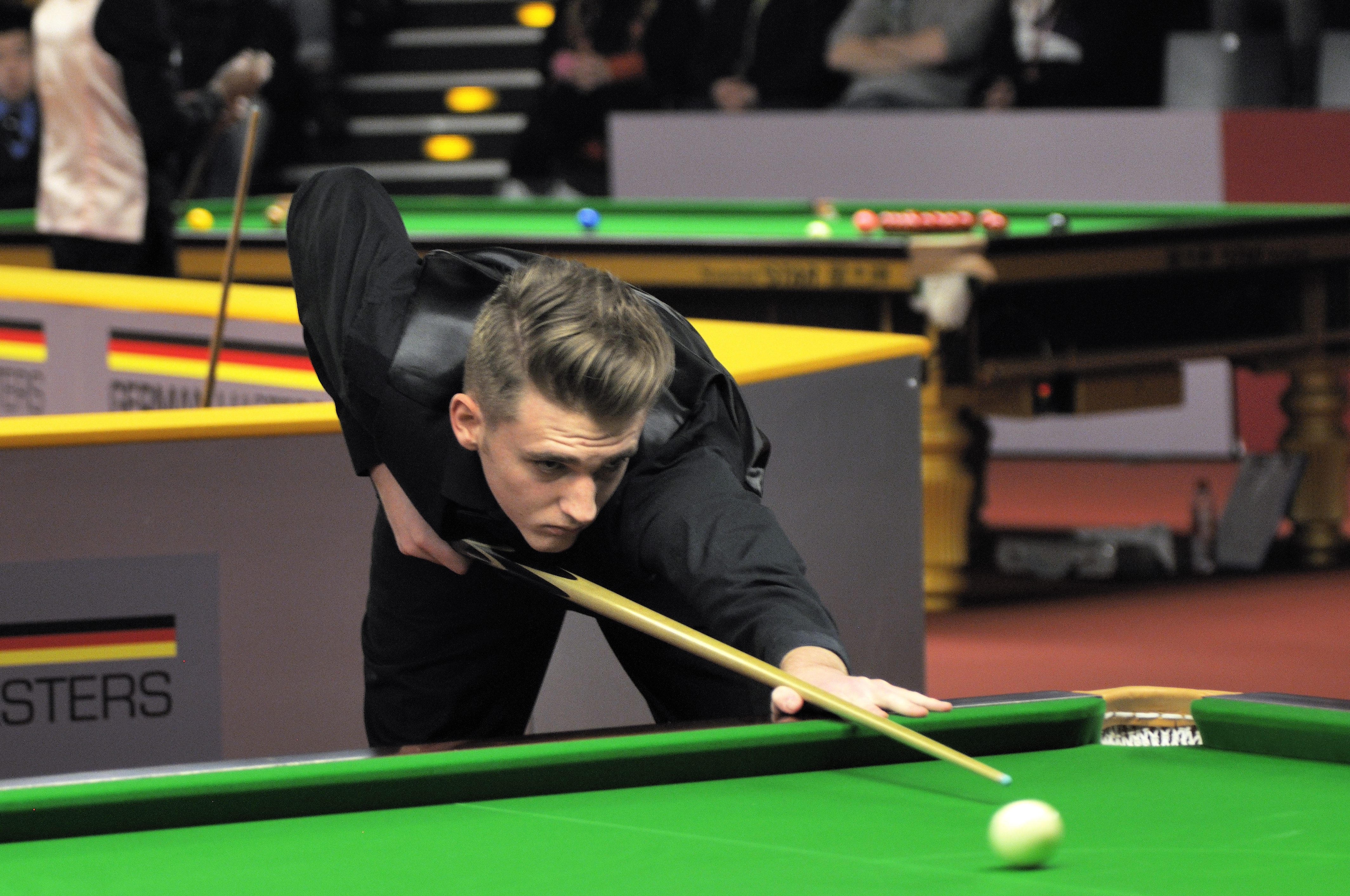
Joel Walker na German Masters 2014

Tato sezóna nebyla pro Joela tak výrazná jako minulá. nejlepší umístění měl na UK Championship, kde ho v last 32 porazil Stuart Bingham 5-6. Na European Tour 5 v Portugalsku došel do last 16, kde prohrál s Markem Davisem 1-4. Nekvalifikoval se z prvního kola pro mistrovství světa a sezónu ukončil jako světová 87.

#### Sezóna 2015/2016
Joel se kvalifikoval do Austrálie na Australian Goldfields Open, kde v prvním kole prohrál se Stephenem Maguirem 0-5.

## Život mimo snooker
Joel Walker se ve svém volném čase věnuje hodně golfu a tráví čas s rodinou a přáteli.